# كالفين توماس (أكاديمي)
كالفين توماس (بالإنجليزية: Calvin Thomas)‏ هو أكاديمي أمريكي، ولد في 12 مايو 1956.